# Ana Maria Gosling
Ana Maria Gosling (ur. 24 stycznia 1985 w Rio de Janeiro) – brazylijska siatkarka, grająca na pozycji rozgrywającej. Od sezonu 2016/2017 występuje we francuskiej drużynie Pays d'Aix Venelles.

## Sukcesy klubowe
Mistrzostwo Brazylii:
- 2010, 2014

Klubowe Mistrzostwa Świata:
- 2014
- 2011

Puchar Brazylii:
- 2014

Klubowe Mistrzostwa Ameryki Południowej:
- 2014

Puchar Francji:
- 2017